# دیان (دامغان)
دیان یک منطقهٔ مسکونی در ایران است که در دهستان قهاب رستاق واقع شده‌است. براساس سرشماری مرکز آمار ایران در سال ۱۳۹۵، این روستا کمتر از سه خانوار جمعیت داشته‌است.